# Jákup Andreasen
Jákup Biskopstø Andreasen (31 maggio 1998) è un calciatore faroese, centrocampista del KÍ Klaksvík e della nazionale faroese.

## Carriera

### Club
Ha giocato nella prima divisione faroese.
Il 13 luglio 2022 ha segnato una doppietta contro il Bodø/Glimt nel primo turno della UEFA Champions League 2022-2023 che ha aiutato la sua squadra a vincere per 3-1 la partita.
Nella stagione 2023-2024 ha segnato un gol nella fase a gironi della Conference League, scendendo in campo in tutte e 6 le partite disputate dal suo club nella competizione.

### Nazionale
Ha giocato nelle nazionali giovanili faroesi Under-17, Under-19 ed Under-21.
Nel 2020 ha esordito in nazionale maggiore.

## Statistiche

### Cronologia presenze e reti in nazionale
| Cronologia completa delle presenze e delle reti in nazionale ― Fær Øer | Cronologia completa delle presenze e delle reti in nazionale ― Fær Øer | Cronologia completa delle presenze e delle reti in nazionale ― Fær Øer | Cronologia completa delle presenze e delle reti in nazionale ― Fær Øer | Cronologia completa delle presenze e delle reti in nazionale ― Fær Øer | Cronologia completa delle presenze e delle reti in nazionale ― Fær Øer | Cronologia completa delle presenze e delle reti in nazionale ― Fær Øer | Cronologia completa delle presenze e delle reti in nazionale ― Fær Øer |
| Data                                                                   | Città                                                                  | In casa                                                                | Risultato                                                              | Ospiti                                                                 | Competizione                                                           | Reti                                                                   | Note                                                                   |
| ---------------------------------------------------------------------- | ---------------------------------------------------------------------- | ---------------------------------------------------------------------- | ---------------------------------------------------------------------- | ---------------------------------------------------------------------- | ---------------------------------------------------------------------- | ---------------------------------------------------------------------- | ---------------------------------------------------------------------- |
| 6-9-2020                                                               | Andorra la Vella                                                       | Andorra                                                                | 0 – 1                                                                  | Fær Øer                                                                | UEFA Nations League 2020-2021 - 1º turno                               | -                                                                      | 87’                                                                    |
| 28-3-2021                                                              | Vienna                                                                 | Austria                                                                | 3 – 1                                                                  | Fær Øer                                                                | Qual. Mondiali 2022                                                    | -                                                                      | 59’                                                                    |
| 31-3-2021                                                              | Glasgow                                                                | Scozia                                                                 | 4 – 0                                                                  | Fær Øer                                                                | Qual. Mondiali 2022                                                    | -                                                                      | 69’                                                                    |
| 4-6-2021                                                               | Tórshavn                                                               | Fær Øer                                                                | 0 – 1                                                                  | Islanda                                                                | Amichevole                                                             | -                                                                      | 78’                                                                    |
| 1-9-2021                                                               | Tórshavn                                                               | Fær Øer                                                                | 0 – 4                                                                  | Israele                                                                | Qual. Mondiali 2022                                                    | -                                                                      | 64’                                                                    |
| 7-9-2021                                                               | Tórshavn                                                               | Fær Øer                                                                | 2 – 1                                                                  | Moldavia                                                               | Qual. Mondiali 2022                                                    | -                                                                      | 64’                                                                    |
| 12-11-2021                                                             | Copenaghen                                                             | Danimarca                                                              | 3 – 1                                                                  | Fær Øer                                                                | Qual. Mondiali 2022                                                    | -                                                                      |                                                                        |
| 15-11-2021                                                             | Netanya                                                                | Israele                                                                | 3 – 2                                                                  | Fær Øer                                                                | Qual. Mondiali 2022                                                    | -                                                                      | 70’                                                                    |
| 29-3-2022                                                              | San Pedro del Pinatar                                                  | Fær Øer                                                                | 1 – 0                                                                  | Liechtenstein                                                          | Amichevole                                                             | -                                                                      | 46’                                                                    |
| 4-6-2022                                                               | Istanbul                                                               | Turchia                                                                | 4 – 0                                                                  | Fær Øer                                                                | UEFA Nations League 2022-2023 - 1º turno                               | -                                                                      | 53’                                                                    |
| 7-6-2022                                                               | Tórshavn                                                               | Fær Øer                                                                | 0 – 1                                                                  | Lussemburgo                                                            | UEFA Nations League 2022-2023 - 1º turno                               | -                                                                      | 85’                                                                    |
| 11-6-2022                                                              | Tórshavn                                                               | Fær Øer                                                                | 2 – 1                                                                  | Lituania                                                               | UEFA Nations League 2022-2023 - 1º turno                               | 1                                                                      | 66’                                                                    |
| 22-9-2022                                                              | Vilnius                                                                | Lituania                                                               | 1 – 1                                                                  | Fær Øer                                                                | UEFA Nations League 2022-2023 - 1º turno                               | 1                                                                      |                                                                        |
| 25-9-2022                                                              | Tórshavn                                                               | Fær Øer                                                                | 2 – 1                                                                  | Turchia                                                                | UEFA Nations League 2022-2023 - 1º turno                               | -                                                                      |                                                                        |
| 24-3-2023                                                              | Chișinău                                                               | Moldavia                                                               | 1 – 1                                                                  | Fær Øer                                                                | Qual. Euro 2024                                                        | -                                                                      | 86’                                                                    |
| 27-3-2023                                                              | Skopje                                                                 | Macedonia del Nord                                                     | 1 – 0                                                                  | Fær Øer                                                                | Amichevole                                                             | -                                                                      | 62’                                                                    |
| 17-6-2023                                                              | Tórshavn                                                               | Fær Øer                                                                | 0 – 3                                                                  | Rep. Ceca                                                              | Qual. Euro 2024                                                        | -                                                                      | 83’                                                                    |
| 20-6-2023                                                              | Tórshavn                                                               | Fær Øer                                                                | 1 – 3                                                                  | Albania                                                                | Qual. Euro 2024                                                        | -                                                                      | 45’                                                                    |
| 7-9-2023                                                               | Varsavia                                                               | Polonia                                                                | 2 – 0                                                                  | Fær Øer                                                                | Qual. Euro 2024                                                        | -                                                                      | 74’                                                                    |
| 10-9-2023                                                              | Tórshavn                                                               | Fær Øer                                                                | 0 – 1                                                                  | Moldavia                                                               | Qual. Euro 2024                                                        | -                                                                      | 71’ 80’                                                                |
| 12-10-2023                                                             | Tórshavn                                                               | Fær Øer                                                                | 0 – 2                                                                  | Polonia                                                                | Qual. Euro 2024                                                        | -                                                                      | 82’                                                                    |
| 15-10-2023                                                             | Plzeň                                                                  | Rep. Ceca                                                              | 1 – 0                                                                  | Fær Øer                                                                | Qual. Euro 2024                                                        | -                                                                      | 85’                                                                    |
| 16-11-2023                                                             | Oslo                                                                   | Norvegia                                                               | 2 – 0                                                                  | Fær Øer                                                                | Amichevole                                                             | -                                                                      | 61’                                                                    |
| 20-11-2023                                                             | Tirana                                                                 | Albania                                                                | 0 – 0                                                                  | Fær Øer                                                                | Qual. Euro 2024                                                        | -                                                                      |                                                                        |
| 5-6-2025                                                               | Tbilisi                                                                | Georgia                                                                | 1 – 0                                                                  | Fær Øer                                                                | Amichevole                                                             | -                                                                      |                                                                        |
| 9-6-2025                                                               | Tórshavn                                                               | Fær Øer                                                                | 2 – 1                                                                  | Gibilterra                                                             | Qual. Mondiali 2026                                                    | -                                                                      | 90’                                                                    |
| Totale                                                                 |                                                                        | Presenze                                                               | 26                                                                     |                                                                        | Reti                                                                   | 2                                                                      |                                                                        |